# 埃文代尔 (亚利桑那州)
埃文代尔（英語：Avondale）是美国亚利桑那州马里科帕县下属的一座城市。面积约为45.65平方英里（约合118.2平方公里）。根据2010年美国人口普查，该市有人口76,238人，人口密度为1,672.00/平方英里。在建制上，该市属于“City”。